# املجیک (قره‌عیسی‌لی)
املجیک (به ترکی استانبولی: Emelcik) یک منطقهٔ مسکونی در ترکیه است که در کارایسالی واقع شده‌است.